# Emmanuel Corrèze
Pour les articles homonymes, voir Corrèze.
Emmanuel Corrèze, né le 9 mars 1982 à Arles, est un joueur de football français ayant évolué au poste de milieu de terrain, retraité depuis 2011.

## Biographie
Formé à l'Olympique de Marseille, il évolue dans les sections amateurs du club.
Il passe la plus grande partie de sa carrière à l'AC Arles passant du CFA 2 à la Ligue 1 en quelques années.
Il s'engage en août 2011 avec le Nîmes Olympique alors en National.